# Anatoli Beloglàzov
Anatoli Beloglàzov   (Kaliningrad, 16 de setembre de 1956) és un lluitador rus, ja retirat, especialista en lluita lliure, que va competir sota bandera de la Unió Soviètica durant les dècades de 1970 i 1980. Nascut a Kaliningrad, posteriorment es va traslladar a viure a Krasnodar. És germà del també lluitador Serguei Beloglàzov.
El 1980 va prendre part en els Jocs Olímpics d'Estiu de Moscou, on guanyà la medalla d'or en la competició del pes mosca del programa lluita lliure.
En el seu palmarès també destaquen quatre medalles en els Campionat del Món, tres d'or, el 1977, 1978 i 1982, i una de bronze, el 1983, així com una medalla d'or al Campionat d'Europa de 1976. A nivell nacional va guanyar quatre títols soviètics: 1977, 1979, 1980 i 1982. Es va retirar de les competicions a finals de la temporada de 1984, després no poder disputar els Jocs Olímpics d'Estiu de 1984 a causa del boicot per part de la Unió Soviètica. Posteriorment va tenir una llarga carrera com a entrenador de lluita. Va dirigir els equips nacionals d'estil lliure canadenc (1990–96), australians (1996–98), rus i bielorús. Des de 1998 se celebra a Kaliningrad un torneig anual de lluita lliure en honor als germans Beloglàzov.
El 2010 va ser inclòs al FILA Hall of Fame.